# حواف العلم الرث (كتاب)
حواف العلم الرث (بالإنكليزية: The Ragged Edge of Science) هو كتاب علمي من تأليف سبراغو دي كامب، ورسوم دون سيمبسون تم نشره لأول مرة بواسطة دار نشر أويزويك في عام 1980.
الكتاب عبارة عن مجموعة من 22 مقالة (اثنان منهم مراجعات للكتاب) حول مختلف الفضول والعجائب التي تستكشف الحدود بين العلم والعلوم الزائفة. «إن الموضوع المشترك هو الشك في الموضوعات التي غالباً ما يتم خلطها بالادعاءات الخارقة والعلم الزائفة»  نظر دي كامب إلى مثل هذه الظواهر من وجهة نظر عقلانية متشككة، مشيرًا إلى مغالطات التفسيرات الخارقة للطبيعة والرائعة. كانت جهوده في فضح الأكاذيب سمة مهمة ومميزة في قصته، والمجموعة الحالية هي مثال بارز على ذلك.
مقالات الكتاب هي في الأصل مجموعة متنوعة من المقالات التي نشرت في المجلات العلمية، ومجلات الخيال العلمي، وغيرها من المنشورات بين 1950 و1976.

## الملخص
تنقسم المقالات الموجودة في الكتاب إلى ثلاث فئات عامة: مواضيع تتناول الحضارات القديمة وبعض النظريات غير العلمية المتعلقة بها، والموضوعات المتعلقة بالغيبياب، والعلوم الزائفة بشكل عام. روى حكايات من التاريخ ومشاهداته خلال سفرياته.

### الفئة الأوالى: الحضارات القديمة
تندرج الفصول الثمانية الأولى في الفئة الأولى. تناقش طروادة العصر البرونزي، والحضارة السودانية القديمة في كوش، قسم خاص بالملك آرثر والذي لم يتم إنشاء معلومات واقعية عنه، يضع المفاهيم التي لم يتم التحقق منها بشأنه عن طريق تتبع تطور الأسطورة ووضعها على مر العصور. يفضح الفصل المتعلق بنظريات المايا نظريات تم نشرها التي تسعى إلى أصل ثقافتها في حضارات العالم القديم بدلاً من العوامل الأصلية. تعمل الأقسام اللاحقة حول تيوتيهواكان وتولتيك على تقديم مقدمات عامة لهذه الثقافات. هناك أيضًا نقاش موجز حول برج ماغني ، وهو من الآثار الرومانية في نيم، بفرنسا وفصل عن الأساطير التي تحسبهم على أنها تقارير موثوقة عن أحداث ما قبل التاريخ.

### الفئة الثانية: الغيبيات
تتضمن فصول الفئة الثانية مناقشات حول ذكريات حياة سابقة من المفترض أن تكون قد استُردت من خلال التنويم المغناطيسي، الكابالا، حياة المشعوذين المشهورين الذين يزعمون أنهم كانوا سحرة، مثل كاليوسترو وأليستر كراولي، الخدع التي ارتكبها ليو تاكسيل وغيرهم ممن زعم أنهم فضح الماسونية كما عبادة الشيطان، ليدبيتر الثيوصوفي، وتطور عبادة المنجلية حول جبل شاستا في شمال كاليفورنيا (ثبت أن لها أساس أدبي)، وأصول نشوة الصوفي، مع تفسيرات عقلانية للرؤى ذوي الخبرة. وهناك فصل ساخر عن النصائح حول كيفية إعداد نفسه كنبي ينهي القسم.

### الفئة الثالثة: العلوم الزائفة
الفئة الثالثة تسرد التاريخ المبكر للحركة الأصولية التي حظرت تدريس نظرية التطور في المدارس. هناك أيضًا سيرة ذاتية للسياسي الشعبوي إغناطيوس دونيلي يركز فيها على تكهّناته بشأن أطلانطس وما شابهها، ثم فصلًا مضاربيًا بشأن اللغات المستقبلية، وهو في الأساس جزء تعليمي حول تغيير اللغة مع تطبيق على العلاجات الخيالية العلمية للسفر عبر الزمن. إنه يؤدي إلى مناقشة ادعاءات غير علمية حول «البعد الرابع» بشكل عام. يشتمل هذا الجزء من الكتاب أيضًا على مراجعات لكتاب صدام العوالم لمؤلفه إيمانويل فيليكوفسكي، وإيريك فون دانيكن لعربات الآلهة؟ ، وكلاهما خصومات دي كامب.

## الاستقبال
كانت المراجعات النقدية للكتاب إيجابية بشكل عام. كتب توم إيستون في أعقاب إصداره، في مقال تناظري للخيال العلمي / حقيقة علمية أنه "إذا كنت تعرف عمل دي كامب على الإطلاق، فأنت تعلم ما يمكن توقعه... إنه دائمًا ما يكون مقروءًا وممتعًا، حيث يعلق بإبهامه في فجوات ثقيلة من الحقائق والمنطق... إنه مليء بالمخدر المستقيم (على الرغم من أنه غالبًا ما لا يدخل في الأمور بعمق كما أريد)". اتخذ مايكل شويلر، الذي يكتب في ليبراري ليبراري، موقفا أكثر حيادية، حيث حكم فقط على أن "عددًا كبيرًا من هذه الألغاز تم توثيقه جيدًا في أي مكان آخر، ولا يقدم دي كمب أي كشف. تمت مراجعة الكتاب أيضًا بواسطة شوايستر في ساينس فيكشن ريفيو (Science Fiction Review) المجلد 10، العدد 1 (ربيع 1981)، ص. 22.
في الآونة الأخيرة، لخص استعراض شامل من عام 2007 الكتاب بأنه "مجموعة ممتعة للغاية ومقروءة من المقالات، ومثال ممتاز وكلاسيكي للكتابة المتشككة والفاضحة لأنواع مختلفة من الهراء الزائف والخوارق." يلاحظ المراجع "خبرة كامب" "التي يسهل الوصول إليها، والأسلوب المتواضع، والفكاهة، ورواية القصص، بالإضافة إلى" الآراء المحافظة إلى حد ما... والتي تظهر أحيانًا في كتاباته ".